# Varanus bangonorum
Varanus bangonorum — вид варанів, що зустрічається на островах Міндоро і Семірара на Філіппінах. Мешкає в середовищах існування від первинних лісів до міських районів, найчастіше зустрічається в мангрових заростях і прибережних районах.